# محاولة انقلاب 2009 في تركيا
خطة عملية القفص (باللغة التركية: Kafes Operasyonu Eylem Planı) هي خطة انقلاب مزعومة من قبل عناصر الجيش التركي (خاصة، من داخل قيادة القوات البحرية)، والتي اشتهرت عام 2009. تشكل الخطة جزءًا من قضية بورايزكوي من محاكمات إرغينكون، حيث يُزعم أن الذخائر التي تم العثور عليها في بورايزكوي عام 2009 كانت موارد خاصة بالمجموعة نفسها. وتذكر لائحة الاتهام أن الأدميرال المتقاعد أحمد فياز أوتجو إلى جانب اثنين من الأدميرالات الآخرين هم المنظمون الرئيسيون لهذه الخطة.
ويزعم ممثلو الادّعاء أن أحد المساهمين في الخطة هي لجنة الدراسات الغربية (BÇG) - وهي مجموعة يقال إنها تشكلت كجزء من انقلاب «ما بعد الحداثة» الذي وقع عام 1997. ووفقًا لتقرير شرطة إسطنبول، كان إبراهيم شاهين هو العقل المدبر للخطة وقامت بوضعها منظمة إرغينكون، وترتبط بمجزرة دار زيرف للنشر. وقد ادعت جريدة الفجر الجديد في عام 2010 أنه وفقًا للوثائق التي استردتها الشرطة، كان اللواء شينير اريوجور يحضر اجتماعات خطة عملية القفص.
تكشفت الخطة لأول مرة عندما تم إخبار ممثلي الادعاء بشكل مجهول عن العثور على متفجرات في قاع غواصة عرض في متحف رحمي إم كوش في ديسمبر عام 2008. تم العثور على الخطة نفسها على قرص مضغوط وُجد في مكتب الرائد المتقاعد ليفينت بكتاش. قام الصحفي محمد بارانسو بنشر الوثيقة في صحيفة طرف في 19 نوفمبر 2009. وتوجد ترجمة لهذه الوثيقة باللغة الإنجليزية. وتدعو الخطة المزعومة إلى ممارسة الإرهاب السياسي والقيام بعمليات اغتيال ضد مختلف الجماعات من الأرثوذكس الشرقيين والأرمن والأكراد واليهود والعلويين. ويبدو أن التنظيمات السرية داخل القوات المسلحة التركية هي من وضعت الخطة.
تم العثور على وثائق أخرى يقال إنها تتعلق بخطة عملية القفص في القيادة البحرية في جولشوك عام 2010. ويشار إلى أن الخطة قد دخلت بالفعل حيز التنفيذ عندما تم كشفها: في منتصف عام 2009 ظهرت الملصقات الملونة (ومثلما ظهرت فجأة، اختفت فجأة) على أبواب مئات الأسر من غير المسلمين في كورتولوس، وهو الحادث الذي لا تزال أسبابه غير معروفة.
وقد ربط ماجريديش مارجوسيان خطة عملية القفص بالمؤامرات السابقة، بما في ذلك التحريض على أعمال الشغب في إسطنبول عام 1955.